# Eurystheus dentatus
Eurystheus dentatus är en kräftdjursart. Eurystheus dentatus ingår i släktet Eurystheus och familjen Isaeidae. Inga underarter finns listade i Catalogue of Life.